# Dendrophryniscus stawiarskyi
Dendrophryniscus stawiarskyi – gatunek płaza bezogonowego z rodziny ropuchowatych.

## Systematyka
Dendrophryniscus stawiarskyi zalicza się do rodziny ropuchowatych (Bufonidae).

## Rozmieszczenie geograficzne
Dokładny zasięg występowania tego gatunku nie jest znany. Spotkano go dotychczas jedynie w jego lokalizacji typowej: w gminie Bituruna w stanie Parana w południowej Brazylii. Płaz jest więc endemitem tego kraju. Nie można wykluczyć, że występuje szerzej niż tylko w tej jednej wskazanej lokalizacji.

## Ekologia
Lokalizacja typowa zwierzęcia leży na wysokości 980 m nad poziomem morza. Siedlisko tego gatunku to wilgotny las deszczowy. Zwierzę zamieszkuje jego ściółkę.

## Cykl życiowy
Cykl życiowy gatunku nie został poznany przez naukę. Podejrzewa się jedynie, że podobnie jak u spokrewnionych gatunków rozwój larwalny odbywa się w wodzie gromadzącej się u nasady liści bromeliowatych.

## Zagrożenia i ochrona
Całkowita liczebność gatunku nie jest znana, podobnie trudno określić jej tendencje. Cała wiedza o gatunku opiera się o okazy typowe zebrane w 1948 roku oraz 3 okazy zebrane w latach osiemdziesiątych XX wieku.
Płaz zagrożony jest utratą środowiska naturalnego. Chodzi tutaj głównie o wylesianie, tworzenie wielkoobszarowych plantacji leśnych, pozysk drewna, wypas zwierząt gospodarskich.
Międzynarodowa Unia Ochrony Przyrody zauważa potrzebę dokładniejszych badań mających na celu określenie rzeczywistego zasięgu występowania gatunku i statusu jego populacji.